# Cooper Koch
Cooper Koch (ur. 16 lipca 1996 w Los Angeles) – amerykański aktor i fotomodel.

## Życiorys

### Rodzina i edukacja
Jest synem Billy’ego Kocha i Kathy Kaehler. Jego ojciec założył klub wyścigów konnych Little Red Feather, a matka jest trenerką personalną i autorką książek. Jest wnukiem producenta filmowego Hawka Kocha i prawnukiem reżysera Howarda W. Kocha. Ma dwóch braci: bliźniaka Paytona, który jest montażystą filmowym, i Walkera, który jest muzykiem.
W dzieciństwie zainteresował się teatrem, szczególnie musicalami. Podczas nauki w Calabasas High School brał udział w przestawieniach teatralnych. Wystąpił m.in. w spektaklach: Rock Around the Clock, Mother Goose, Piękna i Bestia, Annie, Little Shop of Horrors, Into the Woods i West Side Story. W maju 2018 ukończył studia aktorskie na Pace University.

### Kariera zawodowa
Jako aktor filmowy zadebiutował niewielką rolą w dramacie Gregory’ego Hoblita Słaby punkt (Fracture, 2007). By opłacić czynsz za studia, zaczął pracować jako fotomodel, a w następnych latach wielokrotnie łączył pracę w branży modowej z rozwojem kariery aktorskiej. Zagrał w teledysku do piosenki Hanny Montany „Ordinary Girl” (2010). W latach 2017–2021 zagrał w kilku filmach krótkometrażowych, a także wystąpił w roli anioła Azraela Gabisona w melodramacie świątecznym New York Christmas Wedding (2020).
Rozpoznawalność przyniosła mu rola Benjamina, początkującego aktora gejowskich filmów pornograficznych, który przemyca narkotyki poprzez ich połykanie, w horrorze Cartera Smitha Swallowed (2022). Następnie wystąpił jako jeden z uczestników terapii konwercyjnej dla ludzi LGBT, w horrorze Johna Logana They/Them (2022). Międzynarodowy rozgłos i uznanie krytyków zyskał po wcieleniu się w mordercę Erika Menendeza w serialu kryminalnym Netfliksa Potwór: Historia Lyle’a i Erika Menendezów (2024), a za występ w produkcji uzyskał nominację do Złotego Globu dla najlepszego aktora w miniserialu lub filmie telewizyjnym. W październiku 2024 podpisał umowę reprezentacyjną z United Talent Agency.

### Życie prywatne
Jego partnerem życiowym jest reżyser filmowy Stuart McClave.

## Filmografia
- 2007:	Słaby punkt (Fracture) jako chłopiec
- 2017: Mine jako Cody
- 2018	Me Da La Lata jako Andreas Lousche
- 2018: The Latent jako Matthew
- 2018: Decadeless jako Richard
- 2018: West 40s jako chłopak na pociągu
- 2019: Daddy jako Bellhop
- 2019: Less Than Zero jako Julian
- 2020: A New York Christmas Wedding jako Azrael Gabison
- 2020: Power Book II: Ghost jako Chase
- 2021: 4 Floors Up jako Obcy
- 2022: Swallowed jako Ben
- 2024: They/Them jako Stu
- 2024: Potwór: Historia Lyle’a i Erika Menendezów jako Erik Menendez